# طحالب سويانانية
الطحالب السويانانية (الاسم العلمي:Cyanidiophytina) هي شعيبة من النباتات تتبع شعبة الطحالب الحمراء.

## التصنيف
- شعيبة الطحالب السويانانية
  - الطائفة السويانانية
    - رتبة السويانيات
      - فصيلة السويانات
        - جنس السويان
          - نوع السويان الساخن
          - نوع السويان الكبير